# Luzon
Luzon je najveći i najnaseljeniji otok Filipinskog otočja i države Filipini. Četvrti je otok po broju stanovnika u svijetu. Na njemu su najveći filipinski gradovi Manila i Quezon City. 

## Zemljopis
Luzon se nalazi na sjeveru Filipinskog otočja. Veći otoci južno od njega su Mindoro, Marinduque, Masbate i Samar, a manji Cabra, Ambulong i Ticao. Sjeverno su otočne skupine Babuyan i Batanes koje ga povezuju s otokom Tajvanom. Istočno su veći otoci Quezon i Catanduanes.
Obala je vrlo razvedena s brojnim zaljevima (najveći su Manilski, Ragay, Lagonoy, Albay i Lagayen). Na jugu je dugačak poluotok Bicol.
Reljef je planinski s brojnim vulkanima (najveći su Pinatubo, Mayon i Taal). Pinatubo je imao jaku erupciju 1991. godine. Planine su mlade i tlo je nestabilno s velikom opasnošću od potresa. Prostor oko Manile je nizinski s močvarnim jezerom Laguna de Bay.
Klima je tropska s visokim temperaturama i mnogo padalina cijele godine. Otok često pogađaju tajfuni. Veliki dio otoka je pokriven tropskom kišnom šumom.

## Stanovništvo
Na Luzonu žive Filipinci podijeljeni na više etničkih skupina (Ilocano, Pangasinense, Kapampangan, Tarlac, Tagalog i Bicolano). Postoje doseljenici iz Indije i Kine, te Europljani (posebno Španjolci) i Amerikanci. Većina stanovništva su kršćani. Najnaseljeniji je središnji dio otoka oko Manile (urbana regija Manile).

## Gospodarstvo
Prostor Manile je gospodarski i financijski centar Filipina s industrijom i uslužnim djelatnostima. U ostatku Luzona prevladava poljoprivreda (riža, banane, ananas, mango i kava).